# B형 간염 바이러스

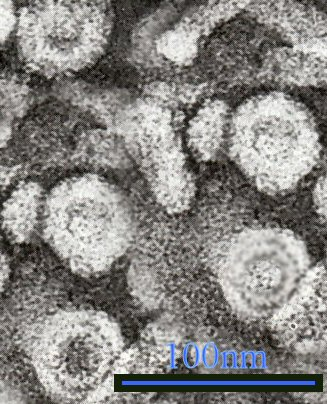
B형 간염 바이러스의 TEM 현미경 사진

B형 간염 바이러스(Hepatitis B virus, HBV)는 부분 이중 가닥 DNA 바이러스이자 오르토헤파드나바이러스속의 종이며 헤파드나바이러스과에 속한다. 이 바이러스는 B형 간염을 일으킨다.

## 질병
간염을 일으키는 것 외에도 HBV 감염은 간경변과 간세포암을 유발할 수 있다.
췌장암의 위험을 증가시킬 수 있다는 보고도 있다.

### 질병의 역할
B형 간염 바이러스(HBV)의 바이러스 감염은 수많은 간세포 변이를 일으키는데, 이는 바이러스 HBx에 의해 변환되는 단백질의 직접적인 반응, 그리고
세포 내 활성산소(ROS)의 큰 증가에 의한 간접적인 변이에 기인한다. HBx는 수많은 세포 경로에 부작용을 일으키는 것으로 보인다.

## 분류
B형 간염 바이러스는 오르토헵파드나바이러스의 모식종으로 분류되며 여기에는 8개의 다른 종들이 포함되어 있다. 이 속은 헵파드나바이러스과의 일부로 분류되며, 이 과에는 또다른 하나의 속인 아비헵파드나바이러스속을 포함하고 있다. 이 바이러스들의 과는 바이러스성 목에 할당되어 있지 않다.
B형 간염과 유사한 바이러스들은 모든 유인원(오랑우탄, 긴팔원숭이, 고릴라, 침팬지), 구세계원숭이, 그리고 광비원류 양털원숭이에서 볼 수 있으며 이 바이러스의 고대 기원이 영장류에서 기원한다는 주장이 제기되었다.
이 바이러스는 피막 단백질에 존재하는, 항원 결정기에 따라 4가지 주요 항원형(adr, adw, ayr, ayw)으로 분류된다. 이 항원형들은 공통결정요인(a)과 2개의 상호 배타적 결정 요인쌍(d/y 및 w/r)에 기반을 둔다.

### 미분류 종
아직 분류되지 않은 수많은 B형 간염 유사 종들이 박쥐로부터 분리되었다.

## 전사활성 유전자
HBV는 FAM46A를 전사 활성(transactivate)시킬 수 있다.

## 같이 보기
- B형 간염 백신